# Adolph Carl Preus
Adolph Carl Preus, född den 29 juni 1814 i Trondhjem, död den 8 juni 1878 i Holt, var en norsk-amerikansk präst, kusin till Herman Amberg Preus.
Preus blev teologie kandidat 1840, kallades 1850 som präst till en norsk evangelisk-luthersk menighet i Wisconsin, stiftade den 30 oktober 1853, tillsammans med fem andra präster och representanter för 17 norska församlingar, på ett möte i Luther Valley, Wisconsin, Synoden for den norsk-evangelisk-lutherske kirke i Amerika och valdes till samfundets förste ordförande. Han lämnade sin ledande ställning 1862 och återvände 1872 till Norge, där han dog som prost i Østre Nedenes.